# Commonwealth Heritage
Die Commonwealth-Heritage-Liste enthält Orte, die die Entwicklung Australiens zu einer Nation dokumentieren sollen. Dabei kann es sich um Telegraphenstationen, Munitionsfabriken, Einwanderungscenter, Leuchttürme oder Regierungsgebäude handeln. Sie enthält unter anderem Orte, die für die Landesverteidigung oder die Entwicklung des landesweiten Kommunikationssystems von Bedeutung waren.
Die Auswahl der Orte erfolgt durch das Umweltministerium (Minister for the Environment, Water, Heritage and the Arts). Das Vorgehen ist gesetzlich im Environment Protection and Biodiversity Conservation Act 1999 (EPBC Act) festgelegt. 
Eine Aufnahme in die Liste stellt die entsprechenden Orte unter Denkmalschutz. Bis heute wurden 335 Orte in die Liste aufgenommen. 

## Commonwealth Heritage in den Bundesstaaten und Territorien
- Liste des Commonwealth Heritage im Australian Capital Territory
- Liste des Commonwealth Heritage im Jervis Bay Territory
- Liste des Commonwealth Heritage in New South Wales
- Liste des Commonwealth Heritage im Northern Territory
- Liste des Commonwealth Heritage in Queensland
- Liste des Commonwealth Heritage in South Australia
- Liste des Commonwealth Heritage in Tasmanien
- Liste des Commonwealth Heritage in Victoria
- Liste des Commonwealth Heritage in Western Australia

## Commonwealth Heritage in den australischen Außengebieten
- Liste des Commonwealth Heritage auf den Ashmore- und Cartier-Inseln
- Liste des Commonwealth Heritage im Australischen Antarktis-Territorium
- Liste des Commonwealth Heritage auf den Kokosinseln
- Liste des Commonwealth Heritage auf der Norfolkinsel
- Liste des Commonwealth Heritage auf der Weihnachtsinsel